# Lobethal
Lobethal – miejscowość w stanie Australia Południowa położona 42 km na wschód od Adelaide.  Założona w 1841 przez niemieckich emigrantów nazwa miasta oznacza "dolina chwały".  Według spisu z 2006 miejscowość miała 1836 mieszkańców.